# Norris (Tennessee)
Norris é uma cidade localizada no estado norte-americano de Tennessee, no Condado de Anderson.

## Demografia
Segundo o censo norte-americano de 2000, a sua população era de 1446 habitantes.
Em 2006, foi estimada uma população de 1465, um aumento de 19 (1.3%).

## Geografia
De acordo com o United States Census Bureau tem uma área de
17,8 km², dos quais 17,8 km² cobertos por terra e 0,0 km² cobertos por água. Norris localiza-se a aproximadamente 295 m acima do nível do mar.

## Localidades na vizinhança
O diagrama seguinte representa as localidades num raio de 20 km ao redor de Norris.